# Lenny Wilkens
Lenny Wilkens (Brooklyn, New York, SAD, 28. listopada 1937.) je bivši američki košarkaš i košarkaški trener.
Studirao je na sveučilištu Providenceu. St. Louis Hawksi su ga 1960. izabrali na draftu u 1. krugu. Bio je 6. po redu izabrani igrač.
Trenirao je Seattle SuperSonicse u dvama navratima, Portland Trail Blazerse, Cleveland Cavalierse, Atlanta Hawkse, Toronto Raptorse i New York Knickse.

## Vanjske poveznice
- NBA.com